# Ле Фюр, Мари-Амели
Мари-Амели Ле Фюр (фр. Marie-Amélie Le Fur; род. 26 сентября 1988, Вандом) ― французская легкоатлетка-паралимпиец. Трёхкратная чемпионка Паралимпийских игр 2012 и 2016 годов. Четырёхкратная чемпионка мира. Двукратная чемпионка Европы.

## Биография
Родилась 26 сентября 1988 года в городе Вандом, Луар и Шер, Франция.
Мари-Амели выступает в T44 спринте и F44 прыжки в длину. Её левая нога была ампутирована ниже колена после аварии на мотороллере в 2004 году. До того, как она потеряла ногу, она была чемпионкой Франции по бегу среди юниоров.
Ле Фюр участвовала в летних Паралимпийских играх 2008 года в Пекине (Китай). Там она выиграла серебряную медаль в прыжках в длину среди женщин — F44, серебряную медаль в беге на 100 метров — Т44 и финишировала восьмой в беге на 200 метров среди женщин — Т44.
Выиграла золото на дистанции T44 100 м в Лондоне в 2012 году в фотофинише, опередив Марлу ван Рейна из Нидерландов и Эйприл Холмс из США. Она выиграла серебро на дистанции T44 на 200 м, уступив спортсменке T43 Марлу ван Рейн, но установив новый мировой рекорд T44.
На летних Паралимпийских играх 2016 года в Рио-де-Жанейро (Бразилия), Ле Фюр завоевала золотые медали как в прыжках в длину T44, так и в беге на 400 метров T44, оба с мировыми рекордами. Она также выиграла бронзовую медаль на дистанции 200 метров — T44.
Она также представляла Францию на летних Паралимпийских играх 2020 года в Токио, Япония. Она выиграла серебряную медаль в соревнованиях по прыжкам в длину T64 среди женщин.